# Phaecasiophora inspersa
Phaecasiophora inspersa es una especie de polilla perteneciente al género Phaecasiophora, categorizada en la tribu Olethreutini, de la subfamilia Olethreutinae.

## Distribución
Se distribuye por América del Norte: en Estados Unidos, en el estado de Florida (Hillborough Co., St Petersburg).

## Taxonomía
Fue descrita por Heinrich en 1931. La especie se encuentra registrada y publicada en Proceedings of the United States National Museum 79: 13.